# Án binh bất động
Án binh bất động (Hán ngữ: 按兵不動) hay Tạm thời đình chỉ hành động (Hán ngữ: 暫時停止行動) là thành ngữ và là chiến lược mô tả quân đội được đặt trong tình trạng kìm chế, tránh giao chiến với quân đối phương, che giấu lực lượng để không bị phát hiện. Thông thường các hoạt động quân sự theo cách này tiến hành bởi một đạo quân yếu hơn đối thủ.
Án binh bất động cũng được sử dụng trong lĩnh vực kinh doanh.

## Từ nguyên
Án binh bất động là một cụm từ Hán Việt của 按兵不動 được trích dẫn là có từ thời Xuân Thu Chiến Quốc, liên quan câu chuyện được viết bởi Lã Bất Vi, nói về việc án binh bất động, tạm thời từ bỏ kế hoạch tấn công nước Ngụy. Theo Về cội về nguồn: thi ca dân gian dẫn giải, Tập 1 xuất bản năm 1994 lý giải: "...Án binh bất động. Nghĩa là: Ngừng quân lại, không hành động gì.; Ý nói: Ngưng hoạt động để chờ thời cơ..." Theo Thành ngữ & Tục ngữ Việt Nam chọn lọc: Song ngữ Việt-Anh xuất bản năm 2002: "...Án binh - chờ đợi là trước hết cho quân dừng lại để đóng giữ một chỗ; còn án binh - bất động là đang toan tính rất khẩn trương - hòng chuẩn bị cho một hành động tiếp theo..."

## Mô tả
Án binh bất động được xem là một chiến lược có liên quan Tôn Vũ. Khi lực lượng chưa chuẩn bị kỹ và không có khả năng xác định chiến thắng, để tránh thiệt hại, việc tránh giao chiến là cần thiết, quân đội có thể án binh bất động, hoặc di chuyển nhanh ra khỏi vùng quân địch đang triển khai. Án binh bất động cũng là tình trạng tạm thời đợi chờ viện binh hay quân đồng minh kéo đến.
Việc án binh bất động có thể là do chưa rõ ý định của đối phương, cũng như tình hình của họ. Án binh bất động cũng bao gồm việc một đạo quân đang trong tình trạng sẵn sàng chiến đấu nhưng để đối phương tấn công trước, tình huống này xảy ra sẽ giúp phán đoán rõ hơn ý định và hướng tiến của quân đối phương, từ đó các biện pháp phản ứng quân sự sẽ chính xác, hiệu quả hơn. Ngoài ra, án binh bất động cũng là để xem xét tình hình chiến tranh đã tiến triển như thế nào.
Trong một số tình huống chiến tranh, đôi khi hai bên có lực lượng tương đối đồng đều nhau, đạo quân nào tấn công trước sẽ phải bại, bởi vì lực lượng tấn công sẽ phải để lại một phần ở căn cứ xuất phát, một phần dàn trải bảo vệ cho tuyến cung ứng hậu cần, trong khi đó lực lượng phòng thủ có thể tập trung toàn bộ quân của mình cho việc phòng thủ, cùng với lợi thế địa hình và công sự phòng thủ, bố trí đội hình và hỏa lực sẵn sàng, vì vậy đạo quân án binh bất động trong tình trạng phòng thủ thường sẽ chiến thắng đạo quân tấn công trước. Trong Ghi chú, bản dịch và phân tích về Binh pháp Tôn Tẫn: Bộ sưu tập các chiến lược quân sự, hướng dẫn chiến thắng trên chiến trường và trên thương trường bằng tiếng Trung xuất bản năm 2015 (孫臏兵法 注、譯、分析: 兵法叢刊，戰場商場的制勝寶典): "...án binh bất động, cũng nhất định tránh được tai họa. Một vị tướng giỏi trong việc sử dụng quân đội có thể khiến quân địch ngừng lại và đi đường vòng, cũng có thể khiến quân địch đi đường tắt và hành quân gấp, khiến quân địch mệt mỏi, không có thời gian nghỉ ngơi, vừa đói vừa khát mà không thể ăn uống. Nếu đối phương giao chiến với một đội quân như vậy, chắc chắn sẽ không thể giành được chiến thắng. Chờ đợi quân địch mệt mỏi để hành động...".
Án binh bất động cũng là tình huống cần thiết khi chưa thể xác định được kẻ địch chính là ai.

## Lịch sử
Tình huống án binh bất động nổi tiếng nhất là hành động của các cường quốc phương Tây trong Thế chiến II thường được biết đến là Cuộc chiến tranh kỳ quặc. Cuộc chiến tranh này kéo dài từ 3 tháng 9 năm 1939 đến 10 tháng 5 năm 1940, bắt đầu từ khi Ba Lan bị tấn công nhưng các nước Anh, Pháp dù quân số đông đảo và trang bị vượt trội hơn vẫn không tấn công vào Đức để cứu Ba Lan. Điều này được lý giải là phương Tây đang đàm phán với Đức để đạt lệnh đình chiến, và vì họ sợ Đức sẽ quay sang tấn công họ.
Cộng hòa Nhân dân Trung Hoa theo đuổi mục tiêu thống nhất đảo Đài Loan về với Đại Lục theo cách theo dõi nhưng án binh bất động, chờ đợi cơ hội thống nhất hòa bình. Đây được xem là chiến lược ưu tiên của Trung Quốc.

### Sách tiếng Trung
- 方世華, 李天雲 (Bàng Thế Hoa, Lý Thiên Vân) (2024). 宮廷瑰寶：世界宮廷史速讀 [Cung đình khôi bảo: Thế giới cung đình sử tốc độc]. 崧博出版 [Tung Bác xuất bản]. ISBN 9786263638105.{{Chú thích sách}}:  Quản lý CS1: nhiều tên: danh sách tác giả (liên kết)
- 佚名 (dật danh) (2016). 印第安神話故事繁體版: 北戴河電子童書 [Ấn đệ an thần thoại cố sự bàn thể bản: bắc đái hà điện tử đồng thư]. 北戴河出版 [Bắc Đái Hà xuất bản xã].
- 熊偉 (Hùng Vĩ) (2023). 孫武：千古兵聖的傳奇 [Tôn Vũ: Thiên cổ binh thánh đích truyền kỳ]. 崧博出版 [Tung Bác xuất bản]. ISBN 9786263633247.
- 曾步崇 (Tăng Bộ Sùng) (2005). 釜底抽薪：李愬血戰淮西 [Phủ để trừu tân: Lý sách huyết chiến Hoài Tây] (Lấy củi từ đáy nồi: Trận chiến đẫm máu của Lý Tô ở Hoài Tây). 远流出版事业 [Viễn Lưu xuất bản sự nghiệp]. ISBN 9789573253457.
- 蔡嘉亮 (Thái Gia Lương) (2024). 春秋戰國成語有故事 [Xuân Thu Chiến Quốc thành ngữ hữu cố sự]. 新雅 [Tân Nhã]. ISBN 9789620883934.
- 孫臏 (Tôn Tẫn) (2015). 孫臏兵法 注、譯、分析: 兵法叢刊，戰場商場的制勝寶典 [Tôn Tẫn binh pháp chú, dịch, phân tích binh pháp Tôn Tẫn chiến trường thương trường đích chế thắng bửu điển] (Ghi chú, bản dịch và phân tích về Binh pháp Tôn Tẫn: Bộ sưu tập các chiến lược quân sự, hướng dẫn chiến thắng trên chiến trường và trên thương trường). 谷月社 [Cốc Nguyệt xã].
- 陳新雄, 顔崑陽 (Trần Tân Hùng, Nhan Côn Dương) (1980). 實用成語詞典 [Thực dụng thành ngữ từ điển] (Tập 1). 故鄉出版社 [Cố Hương xuất bản xã].{{Chú thích sách}}:  Quản lý CS1: nhiều tên: danh sách tác giả (liên kết)
- 朝权余 (Triều Quyền Dư) (2005). 現代行銷學 [Hiện đại hành tiêu học]. 五南圖書出版股份有限公司 [Ngũ Nam đồ thư xuất bản cổ phần hữu hạn công ty]. ISBN 9789571139241.

### Song ngữ Trung - Anh
- 鄭光立 (Trịnh Quang Lập) (2019). 英漢漢英成語常用語翻譯辭典: Chinese equivalents to English idioms. 京文出版社 [Kinh văn xuất bản xã]. ISBN 9789869443111.

### Tạp chí tiếng Trung
- 司法 行政部. 調查局 [Tư pháp hành chính bộ. Điều tra cục] (1998). "共黨問題硏究 [Cộng đảng vấn đề nghiên cứu] (Tập 24, Các số phát hành 7 – 12)". 司法 行政部. 調查局 [Tư pháp hành chính bộ. Điều tra cục (Đài Loan)]. {{Chú thích tạp chí}}: Chú thích magazine cần |magazine= (trợ giúp)

### Sách tiếng Việt
- Lê Gia (1994). Về cội về nguồn: thi ca dân gian dẫn giải, Tập 1. Nhà xuất bản Văn nghệ.
- Trần Quang Mân (2002). Thành ngữ & Tục ngữ Việt Nam chọn lọc: Song ngữ Việt-Anh. Nhà xuất bản Trẻ.